# لیس سورنسن
لیس سورنسن (به انگلیسی: Lis Sørensen) (زاده ۲۸ مهٔ ۱۹۵۵) خواننده دانمارکی است.